# Ōtomo Sōrin
Ōtomo Sōrin (大友宗麟, 1530 - 1587) , também conhecido como Fujiwara no Yoshishige (藤原义镇) e Ōtomo Yoshishige (大友义镇), foi um Daimyō japonês, membro da Clã Ōtomo e um dos poucos que se converteu ao catolicismo.

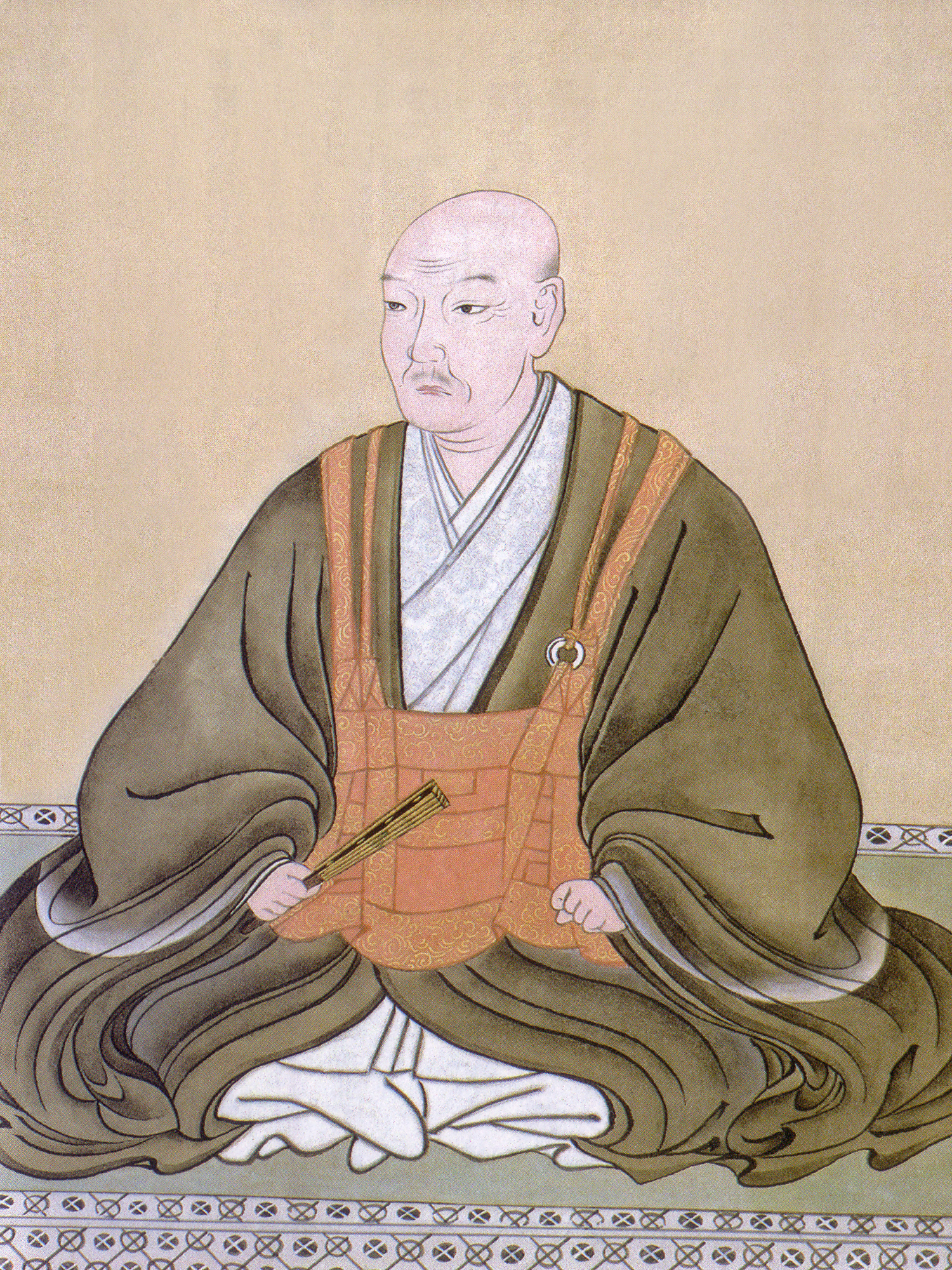
Ōtomo Sōrin

Sōrin era o filho de Ōtomo Yoshiaki, que herdou o Domínio de Funai, na Província de Oita em Khyūsū. 
Além de promover a comunicação com os jesuítas, lutou várias batalhas ao longo da década de 1550 para consolidar e ampliar seus territórios: Sōrin derrotou Kikuchi Yoshimune em 1551, e os Sōhei (monges guerreiros) de Usa cinco anos depois. Em 1557, derrotou Akizuki Kiyotane e ocupou a Província de Chikuzen.
Em 1562, Sōrin depois de se tornar monge budista adotou o nome de Sanbisai Sōrin e depois que se converteu ao catolicismo e foi batizado adotou o nome de Francisco, em 1578.
Perto do fim de sua vida, Sōrin entrou em conflito com o Clã Shimazu, o único clã com poder suficiente para controlar Khyūsū. Junto com o Daimyō do Clã Ryūzōji (Ryūzōji Takanobu), apelaram para que Toyotomi Hideyoshi para que ajudasse a controlar os Shimazu que já estavam começando a ameaçar as terras Ryūzōji e Ōtomo.
No começo, Toyotomi se recusou a apoiar Sorin, e este foi derrotado na Batalha de Mimigawa.  
Toyotomi só iniciou a Campanha de Kyūshū em 1587, assumindo o controle total da ilha, com a ajuda dos Ōtomo e de outras famílias que se juntaram voluntariamente.
Em menos de um ano depois de sua chegada, Toyotomi deixou a ilha restaurando aos Ōtomo seus domínios que foram capturados pelos Shimazu. 
Ōtomo Sōrin morreu antes desta campanha terminar e seu filho, Ōtomo Yoshimune, passou as liderar as terras devolvidas ao clã .